# Anna Rogowska
Anna Rogowska, född 21 maj 1981 i Gdynia, är en polsk friidrottare som tävlar i stavhopp. 
Rogowska har sedan 2002 varit med i alla större mästerskap i stavhopp såväl inne som ute. Hennes främsta meriter är en bronsmedalj från OS 2004 och tre medaljer från inomhusmästerskap. Hon har silver från såväl inomhus-VM 2006 som inomhus-EM 2005 samt ett brons från inomhus-EM 2007. 
Rogowska har tillsammans med landsmaninnan Monika Pyrek turats om att inneha det polska rekordet i stavhopp. Hennes personliga rekord är 4,83 m. 
Vid VM 2009 hoppade hon 4,75 m vilket oväntat räckte till guldet då storfavoriten Jelena Isinbajeva rev ut sig på sin ingångshöjd 4,75 m och två hopp på 4,80 m.